# Premier district congressionnel du Dakota du Sud
Le premier district congressionnel du Dakota du Sud est un ancien district électoral américain se trouvant dans le Dakota du Sud. Il a existé de 1913 à 1983.
Lorsque l'État est admis dans l'Union en 1889, il reçoit deux sièges au Congrès, tous deux élus dans un seul district couvrant l'État. Ceci continue jusqu'à ce qu'un 3e district soit créé à la suite du recensement de 1910. Des subdivisions sont alors créées.

## Délimitation du district
De 1913 à 1933, le district couvre 21 comtés dans le sud-est de l'État, ce qui inclut Sioux Falls. Le 3e district disparait au recensement de 1930. Le premier district est alors agrandi pour inclure tous les comtés à l'est du Missouri. Les changements démographiques dans l'État réduisent par la suite sa taille pour ne couvrir à nouveau que 21 comtés dans l'est de l'État. Durant le 97e congrès, il inclut les villes d'Aberdeen, Brookings, Sioux Falls, Watertown, Vermillion et Yankton.

## Liste des représentants depuis 1939
| Photo, Nom, Parti                                  | Photo, Nom, Parti | Dates du mandat                   | Dates du mandat |
| -------------------------------------------------- | ----------------- | --------------------------------- | --------------- |
| Charles H. Dillon                                  | Républicain       | 4 mars 1913 - 3 mars 1919         |                 |
| Charles A. Christopherson                          | Républicain       | 4 mars 1919 - 3 mars 1933         |                 |
| Fred H. Hildebrandt                                | Démocrate         | 4 mars 1933 - 3 janvier 1939      |                 |
| Karl E. Mundt                                      | Républicain       | 3 janvier 1939 - 30 décembre 1948 |                 |
| Siège vacant du 30 décembre 1948 au 3 janvier 1949 |                   |                                   |                 |
| Harold Lovre                                       | Républicain       | 3 janvier 1949 - 3 janvier 1957   |                 |
| George McGovern                                    | Démocrate         | 3 janvier 1957 - 3 janvier 1961   |                 |
| Ben Reifel                                         | Républicain       | 3 janvier 1961 - 3 janvier 1971   |                 |
| Frank E. Denholm                                   | Démocrate         | 3 janvier 1971 - 3 janvier 1975   |                 |
| Larry Pressler                                     | Républicain       | 3 janvier 1975 - 3 janvier 1979   |                 |
| Tom Daschle                                        | Démocrate         | 3 janvier 1979 - 3 janvier 1983   |                 |